# Laurenz Spenning
Laurenz Spenning, né vers 1400-1410 à Dresde et mort le 7 août 1477 à Vienne, est un maître d'œuvre du gothique qui fut, entre 1454 et 1477, chef du chantier de construction de la cathédrale Saint-Étienne de Vienne. Son importance fondamentale pour le développement architectural du XVe siècle n'a été découverte que récemment.

## Carrière
À ses débuts, Spenning a probablement travaillé à Dresde, où le chœur de l'église Sainte-Croix, de style gothique tardif, commencé en 1437, présente des similitudes avec ses choix architecturaux. Il a vraisemblablement également travaillé sur de grands projets d'églises à Strasbourg, Ulm et Ratisbonne qui ont eu sur lui une influence déterminante.

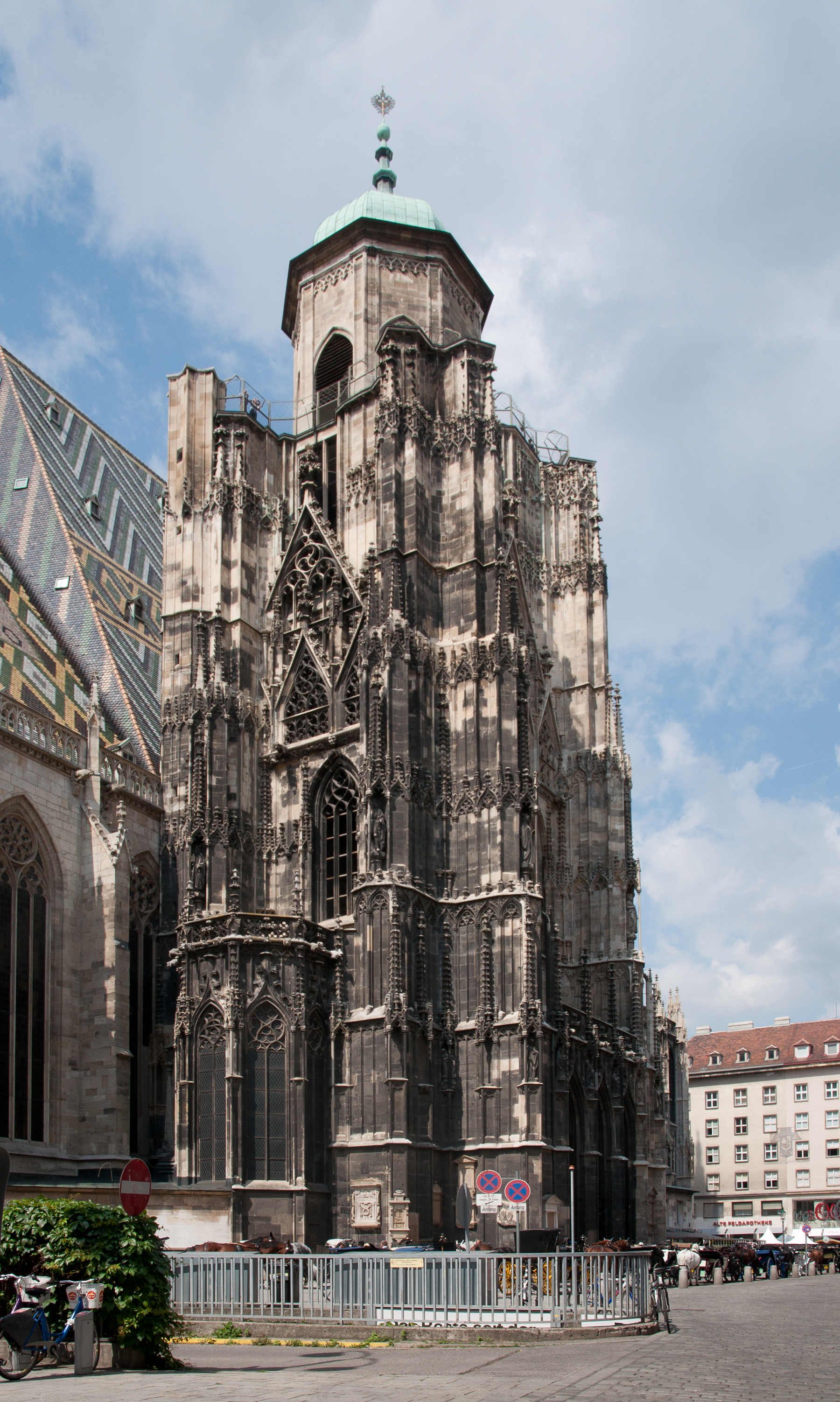
La tour nord inachevée de la cathédrale Saint-Étienne de Vienne.

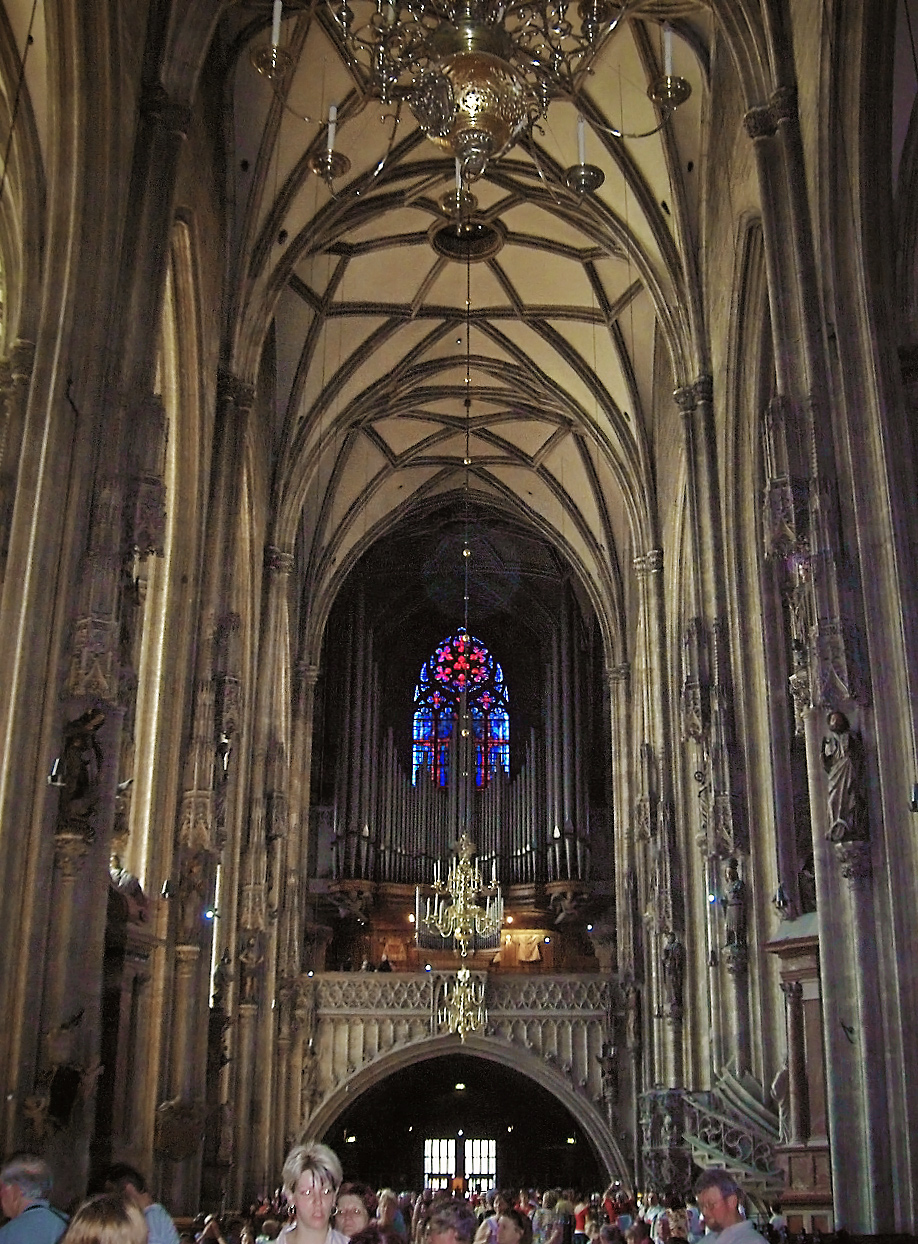
Vue sur la voûte de la nef construite par Spenning (1474).

En 1446, Spenning est à Melk, où il travaille à la construction de la collégiale, quand on lui propose le poste de Parlier sous la direction de Hans Puchsbaum à la cathédrale Saint-Étienne de Vienne. En 1452, lui et Puchsbaum reconstruisent le monument Spinnerin am Kreuz. En 1454, il prend la direction de l'atelier de cathédrale de Vienne, qui exerce alors une influence supra-régionale. En 1455 et 1456, il est chargé d'ériger un pilori sur le Hoher Markt (de).
En 1459, avec le bâtisseur de la cathédrale de Strasbourg Jost Dotzinger, il est responsable de la réorganisation des statuts professionnels de tailleur de pierre lors de la conférence de Ratisbonne. Spenning est alors qualifié de Maistre dans le pays de Lambach, Styrie Burckhawssen, Hongrie et Thunau. Il est aussi expert pour la construction de la tour de l'église principale d'Ulm, où il réalise un projet d'achèvement de la fondation de la tour vers 1460.
À la cathédrale Saint-Étienne, Spenning réalise l'extension de la sacristie avec la chapelle du trésor (1458/59), la galerie ouest (1465), deux auvents d'autel (1466), le fronton Saint-Frédéric et la Singertorhalle (1470) ainsi que la voûte de la nef (1474). Il conçoit la tour nord, commencée en 1467, pour laquelle il élabore deux projets. À sa mort en 1477, la partie inférieure de la tour et la chapelle Sainte-Catherine sont terminées.
Spenning et sa femme Kathrei ont eu une fille Anna. Son successeur en 1477, en tant que maître d'œuvre de la cathédrale Saint-Étienne, est son gendre et ancien parlier Simon Achleitner († 1488), qui continue initialement la construction de la tour avant que celle-ci ne soit définitivement interrompue au XVIe siècle. La tombe de Spenning se trouvait dans la nef centrale de la cathédrale Saint-Étienne.